# 锦山镇 (富锦市)
锦山镇，是中华人民共和国黑龙江省佳木斯市富锦市下辖的一个乡镇级行政单位。

## 行政区划
锦山镇下辖以下地区：
锦山村、南化村、仁义村、后贾村、山北村、王贵村、德祥村、永庆村、重兴村、二砖村、黑鱼泡村、富廷村、近山村、永阳村、仁和村、民利村、兴利村、跃进村、二道村、继承村、信安村、世一村、建设村、富国村、强盛村和公安村。